# Het Compas
Het Compas is een monumentaal grachtenpand aan de Hoge Gouwe 27 in de Nederlandse stad Gouda.
Op de plaats van het huidige grachtenpand Het Compas aan de Hoge Gouwe te Gouda hebben oorspronkelijk twee geheel gescheiden woningen gestaan. De woningen dateren uit de 16e eeuw en zijn in de loop der tijd meerdere malen verbouwd. De naam Het Compas werd al in het begin van de zeventiende eeuw gebruikt. Rond 1620 was er in het pand een stokerij gevestigd. In 1640 werd het pand gekocht door de Goudse katholieke advocaat Gerrit Bick. Hij was de stichter en financier van de schuilkerk van de Jezuïeten in Gouda. Deze kerk aan de Keizerstraat beschikte over een achttal vluchtwegen, waar ook dit huis van Bick en een door hem aangekocht pand aan de Peperstraat deel van uitmaakten. Bij een restauratie in 1979 kwam in een van de achterhuizen een beschilderde balkenzoldering tevoorschijn. De in renaissancestijl geschilderde mythologische taferelen zijn rijk voorzien van symmetrische ornamenten in de vorm van grotesken, bloemen, vogels en wijnranken op een blauwe ondergrond. Over de datering van de schilderingen wordt niet gelijk gedacht. Sommigen dateren de schilderingen uit de periode 1610-1620. Anderen vermoeden dat de schilderingen rond 1630 zijn aangebracht, vanwege de verwantschap met de schilderingen, die door Anthony Hendriksz. rond die tijd zijn gemaakt in Huize Endenburg aan de Westhaven. In 1803 werden de woningen vernieuwd. De voorgevels van beide woningen en de voorhuizen werden samengevoegd en onder één dakkap gebracht. De achterhuizen bleven echter gescheiden.
Het pand is erkend als rijksmonument.